# 美洲銳唇鯉
美洲銳唇鯉（学名：Acrocheilus alutaceus）为輻鰭魚綱鯉形目雅羅魚科的其中一種，分布於北美洲加拿大卑詩省及美國奧勒岡州、華盛頓州、愛達荷州及內達華州，本魚體延長而側扁，吻部非常鈍，下顎略微突出，體上半部為深棕色，下半部是淺色，許多個體有黑點圖案，稚魚可能在尾巴底部有一個黑色區域，背鰭有10條軟鰭條，臀鰭鰭條9-10枚，體長可達30公分，棲息於在沙與碎石上的流動潭水與支流；也在湖的邊緣中出現。成魚主要以矽藻為食；幼魚則捕食水面的昆蟲，體長可達30公分，可做為食用魚。